# Manchar
Manchar là một thị trấn thống kê (census town) của quận Pune thuộc bang Maharashtra, Ấn Độ.

## Địa lý
Manchar có vị trí 19°00′B 73°56′Đ / 19°B 73,93°Đ Nó có độ cao trung bình là 682 mét (2237 feet).

## Nhân khẩu
Theo điều tra dân số năm 2001 của Ấn Độ, Manchar có dân số 13.793 người. Phái nam chiếm 52% tổng số dân và phái nữ chiếm 48%. Manchar có tỷ lệ 72% biết đọc biết viết, cao hơn tỷ lệ trung bình toàn quốc là 59,5%: tỷ lệ cho phái nam là 77%, và tỷ lệ cho phái nữ là 66%. Tại Manchar, 13% dân số nhỏ hơn 6 tuổi.